# Brycon
Brycon es el nombre de un género de peces óseos de la familia Bryconidae en el orden de los Characiformes, cuya especie tipo es el Piraputanga (Brycon hilarii) del río Paraguay.

## Especies
Hay 42 especies en este género:
- Brycon alburnus (Günther, 1860)
- Brycon amazonicus (Spix & Agassiz, 1829)
- Brycon argenteus Meek & Hildebrand, 1913
- Brycon atrocaudatus (Kner, 1863)
- Brycon behreae Hildebrand, 1938
- Brycon bicolor Pellegrin, 1909
- Brycon cephalus (Günther, 1869)
- Brycon chagrensis (Kner, 1863)
- Brycon coquenani Steindachner, 1915
- Brycon coxeyi Fowler, 1943
- Brycon dentex Günther, 1860
- Brycon devillei (Castelnau, 1855)
- Brycon falcatus J. P. Müller & Troschel, 1844
- Brycon ferox Steindachner, 1877
- Brycon fowleri Dahl, 1955
- Brycon gouldingi F. C. T. Lima, 2004
- Brycon guatemalensis Regan, 1908
- Brycon henni C. H. Eigenmann, 1913
- Brycon hilarii (Valenciennes, 1850)
- Brycon insignis Steindachner, 1877
- Brycon labiatus Steindachner, 1879
- Brycon medemi Dahl, 1960
- Brycon meeki C. H. Eigenmann & Hildebrand, 1918
- Brycon melanopterus (Cope, 1872)
- Brycon moorei Steindachner, 1878
- Brycon nattereri Günther, 1864
- Brycon obscurus Hildebrand, 1938
- Brycon oligolepis Regan, 1913
- Brycon opalinus (G. Cuvier, 1819)
- Brycon orbignyanus (Valenciennes, 1850)
- Brycon orthotaenia Günther, 1864
- Brycon pesu J. P. Müller & Troschel, 1845
- Brycon petrosus Meek & Hildebrand, 1913
- Brycon polylepis Moscó Morales, 1988
- Brycon posadae Fowler, 1945
- Brycon rubricauda Steindachner, 1879
- Brycon sinuensis Dahl, 1955
- Brycon stolzmanni Steindachner, 1879
- Brycon striatulus (Kner, 1863)
- Brycon unicolor Moscó Morales, 1988
- Brycon vermelha F. C. T. Lima & R. M. C. Castro, 2000
- Brycon whitei G. S. Myers & S. H. Weitzman, 1960